# Lo Hon-cho
Lo Hon-cho o Lo Honcho va ser una pirata xinesa del segle xx. Estava casada amb un poderós líder pirata i va prendre el comandament de la seva flota després que aquest morís el 1921. Sota el seu lideratge, la flota es va expandir fins a comptar amb 64 juncs. Lo va atacar el sud de la Xina, als voltants de Beihai, i es va guanyar una reputació aterridora a causa de la seva crueltat. La seva carrera va acabar sobtadament l'octubre de 1922 quan va ser capturada per l'exèrcit xinès.

## Carrera pirata

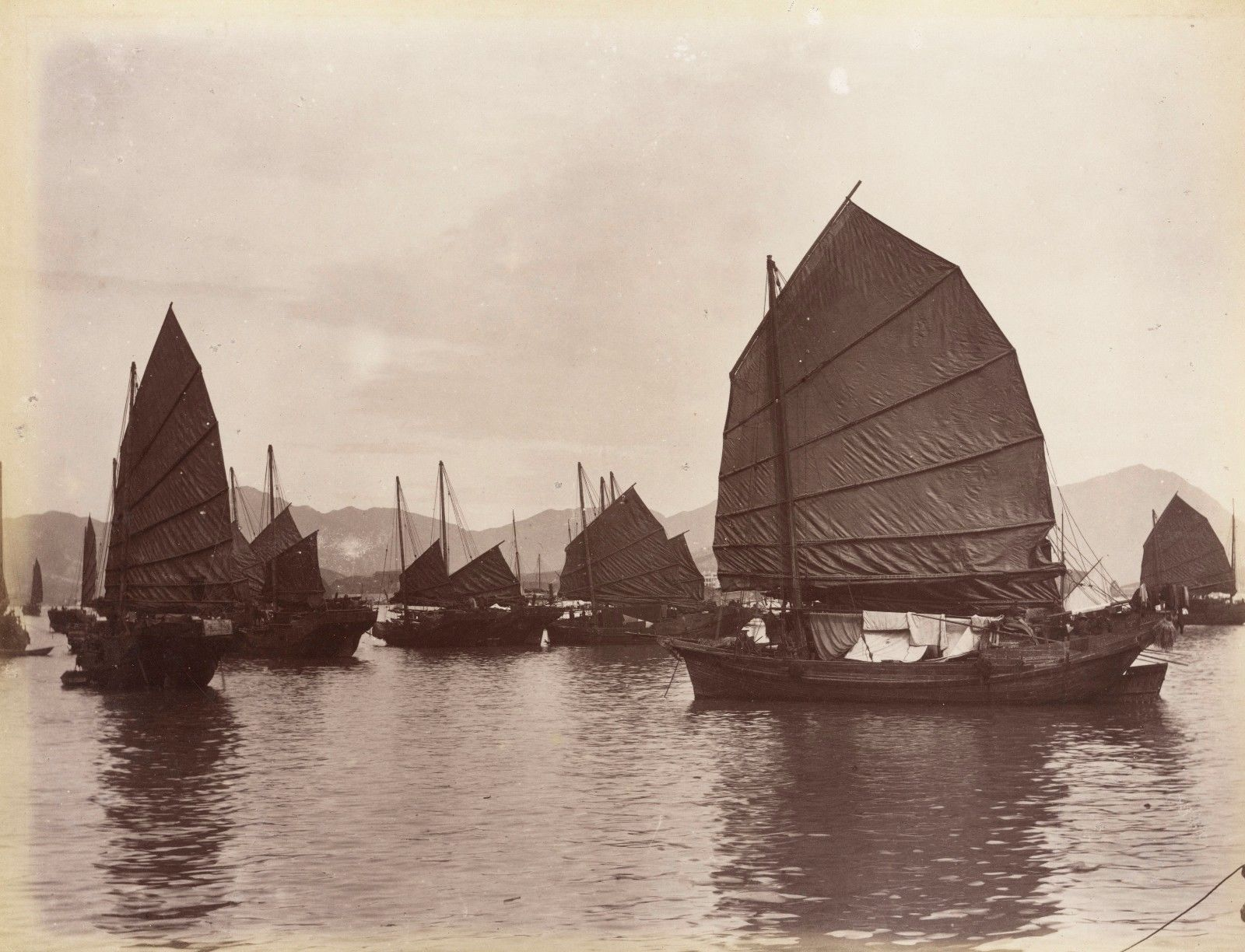
La flota de Lo Hon-cho es componia principalment de joncs preparats per al combat

Lo Hon-cho estava casada amb un poderós pirata. Després de la mort del seu marit el 1921, va prendre el comandament de la seva flota, de la mateixa manera que l'anterior líder pirata xinesa Zheng Yi Sao (1775–1844). Probablement tenia més de vint anys en aquell moment. Lo va arribar a comandar 64 juncs, un nombre més gran de vaixells que el que havia dirigit el seu marit. Va atacar la costa del sud de la Xina, operant amb més freqüència als voltants de Beihai.
Les fonts que ens han arribat descriuen a Lo com a jove, bella i despietada. Va guanyar una reputació aterridora gràcies a les seves incursions. Una notícia de 1922 la descriu com "la més assassina i despietada de tota la varietat de bandits de la Xina". Lo va assaltar i saquejar una gran quantitat de pobles, sovint emportant-se grups capturats de fins a 50 o 60 noies per vendrer-les com a esclaves sexuals.
Va lluitar breument al costat de l'exèrcit xinès en els aixecaments de principis de la dècada de 1920, unint forces amb la general Wong Min-Tong. Wong Min-Tong, també descrita en algunes fonts com una dona, comandava 50 juncs. Juntes, Lo i Wong van aconseguir un rescat de Beihai per evitar que la ciutat fos saquejada. Lo va rebre el grau de coronel, una distinció relativament única per a un pirata. Poc després, Wong va viatjar a Guangzhou, i Lo va tornar a la pirateria.
La carrera de Lo va arribar a un final sobtat l'octubre de 1922, després d'haver estat una líder pirata durant menys d'un any. Lo es va aturar a un poble costaner on la va sorprendre un vaixell de guerra xinès mentre feia una festa. Va enfrontar-se al vaixell militar en batalla, però va perdre 40 dels seus juncs i va fugir. Després que el comandant militar de la regió, inclòs Beihai, oferís una promesa de perdó per la captura de Lo, un dels seus seguidors la va trair i va delatar a les autoritats per a que la detinguessin. El destí de Lo des d'aleshores no es coneix per fonts que hagin arribat als nostres dies. És possible que simplement la matessin. Segons Richard Gordon McCloskey, que va visitar el sud de la Xina a la dècada del 1930 i va parlar amb la població local, se li va dir que Lo Hon-cho va "morir en una expedició pirata".

## Llegat
Alguns autors moderns especulen que una altra dona pirata, Lai Choi San (activa a finals dels anys 20 i 30), va assolir el poder quan aconseguí el comandament de part de l'antiga flota de Lo després de la seva captura.
Poc se sap en detall sobre la vida de Lo a causa de l'escàs material d'origen disponible fora de la Xina. Es va donar a conèixer internacionalment gràcies a la publicació d'un informe en anglès a Guangzhou en el moment de la seva captura. Encara no s'ha fet cap estudi sobre Lo Hon-cho basat en les fonts primàries potencials en llengua xinesa. Les històries de la breu carrera pirata de Lo encara s'estaven explicant i compartint amb forasters al sud de la Xina als anys trenta.